# Боймуродов, Комил Миралиевич
Комил Миралиевич Боймуродов (род. 7 сентября 1991 года, Душанбе, Таджикистан) — таджикский спортсмен, выступающий в джиу-джитсу и грэпплинге, двукратный чемпион мира среди черных поясов по Jiu Jitsu Gi и No-Gi World Champion-2022 в Лос-Анджелесе, чемпион NAGA и ADCC по грэпплингу, многократный призёр чемпионатов мира, Азии и Азиатских игр. Мастер спорта международного класса Республики Таджикистан по грэпплингу. Обладатель чёрного пояса по бразильскому джиу-джитсу.

## Биография
Родился 7 сентября 1991 года в городе Душанбе. В 2009 году окончил экономическую гимназию города Душанбе, в 2014 году Санкт-Петербургский государственный инженерно-экономический университет (филиал в Дубае).

## Спортивная карьера
Комил Боймуродов начал заниматься борьбой с 14 лет. Сначала боксом и кикбоксингом, затем перешел в вольную борьбу, попробовал дзюдо и боевое самбо. В 2009-м после переезда на учёбу в Дубай выбрал для себя джиу-джитсу. С 2012 года начал заниматься Бразильскому джиу-джитсу и грэпплингу под руководством бразильских мастеров Рафаела Хауберта и Марсело Гарсии.
В 2017 году создал Федерацию современного грэпплинга Республики Таджикистан, став её президентом.

## Награды и звания

### Награды

#### Грэпплинг
- Серебряный призёр Азии 2012 (Абу-Даби)
- Чемпион Abu Dhabi 2015 (Абу-Даби)
- Абсолютный Чемпион Abu Dhabi 2015 (Абу-Даби, ОАЭ)
- Чемпион Abu Dhabi Super Cup (Абу-Даби, ОАЭ)
- Чемпион Америки 2016 (NAGA)[7]
- Серебряный призёр чемпионата мира ACBJJ 2021 (Москва, Россия)
- Чемпион Америки 2021 (NAGA)
- Чемпион AJP tour Turkey 2022[8]
- 5 кратный Чемпион Таджикистана

#### Джиу-джитсу
- Серебряный призёр чемпионата мира 2013 (Абу-Даби, ОАЭ)
- Серебряный призёр Emirates Super Cup 2013 (Абу-Даби, ОАЭ)
- Чемпион RAK international pro Jiu Jitsu Championship 2017 (Рас-эль-Хайма, ОАЭ)
- Чемпион Fujairah International Pro Jiu Jitsu Championship 2018 (Фуджейра, ОАЭ)
- Чемпион New Breed Experts 2021 (Маями, США)[9]
- Чемпион AJP Tour Turkey 2022
- 6 кратный чемпион Таджикистана

### Звания
- Заслуженный мастер спорта Республики Таджикистан по джиу-джитсу и грэпплингу
- Мастер спорта международного класса Республики Таджикистан по джиу-джитсу и грэпплингу
- Заслуженный тренер республики Таджикистана по джиу-джитсу и грэпплингу